# 台維斯盃
台維斯盃（英語：Davis Cup）為受矚目的以國家隊作為比賽單位的男子網球團體賽事，它被描述为“网球世界杯”，获胜者被称为世界冠军队。是國際網球總會（ITF）所負責組織的賽事。賽事於1年中的分散的數個星期、於許多地點舉行，每年產生1個台維斯盃總冠軍。2006年時共有133個國家參賽，2016年時共有135個國家參賽。与戴维斯杯相当的女子比赛是比利·简·金杯，前身为联合会杯。在同年赢得戴维斯杯、联合会杯冠军的国家有澳大利亚、俄罗斯、捷克、美国和意大利。

## 歷史

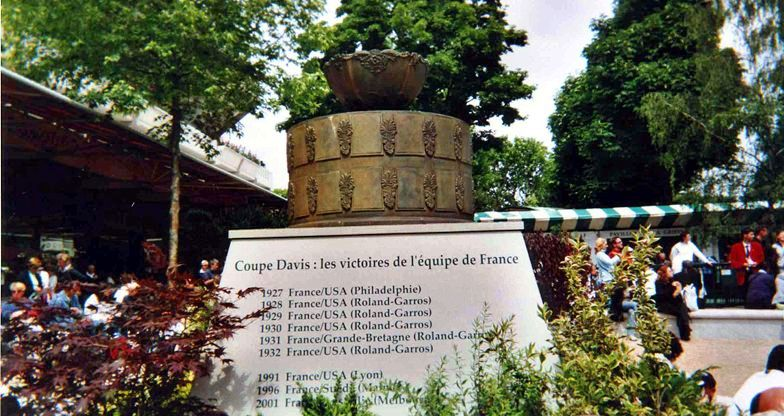
戴维斯杯纪念碑，法国巴黎罗兰·加洛斯球场

在1899年時，美國哈佛大學的四個網球隊成員提出與英國進行網球賽的構想，這四人中的其中一人德懷特·戴維斯策劃了比賽的賽制並且自己出錢買了獎盃。1900年，第一場台維斯盃比賽於美國波士頓舉行，之後逐漸發展成有全世界大量國家參賽的比賽。

## 現今的賽制
台維斯盃將全世界參賽的國家分成世界組（為最高層級）以及三個區域組：歐洲非洲區域組（两大洲在第三级分开）、美洲區域組、亞洲及大洋洲區域組。各區域又分成四個層級。在一年中，同一個層級的國家相互比賽，其中最終勝出的數個國家於次年在所屬區域組中的晉升一個層級，而最終落敗的數個國家的則在次年降一個層級。但有二種情形例外：第一：亞洲及大洋洲第四級、美洲、歐洲和非洲第三級的國家不會再降級，因為已經是最低層級；第二：各地區第一級最後獲得優勝的八個國家（歐洲非洲地區取四個名額、美洲地區取二個名額、亞洲及大洋洲區域取二個名額）和世界組中第一輪落敗的八個國家進行世界組升降賽。在世界組升降賽中，獲勝的國家隔年可進入世界組，落敗的國家隔年則回到各區域組的第一級。
| 级别 | 组别                 | 组别                       | 组别                       | 组别                         |
| ---- | -------------------- | -------------------------- | -------------------------- | ---------------------------- |
| 1    | 世界组 16支队伍      | 世界组 16支队伍            | 世界组 16支队伍            | 世界组 16支队伍              |
| 2    | 美洲组第一级 6支队伍 | 欧洲/非洲组第一级 11支队伍 | 欧洲/非洲组第一级 11支队伍 | 亚洲/大洋洲组第一级 7支队伍  |
| 3    | 美洲组第二级 8支队伍 | 欧洲/非洲组第二级 16支队伍 | 欧洲/非洲组第二级 16支队伍 | 亚洲/大洋洲组第二级 8支队伍  |
| 4    | 美洲组第三级 9支队伍 | 欧洲组第三级 15支队伍      | 非洲组第三级 10支队伍      | 亚洲/大洋洲组第三级 9支队伍  |
| 5    |                      |                            |                            | 亚洲/大洋洲组第四级 11支队伍 |

### 世界組與各區域組第一、二級
世界組有16個國家，賽制採單淘汰制，勝出的國家晉級至下一輪。最終勝出的國家即為該年的台維斯盃總冠軍。第一輪落敗的八個國家則進入世界組升降賽。在時間方面，第一輪約在2-3月時舉行，八強約在4-7月時舉行，準決賽約在9月時舉行，決賽約在11-12月時舉行。
各區域組第一、二級的賽制亦採單淘汰制，勝出的國家晉級至下一輪。第一輪落敗的國家則進入資格保衛賽。在資格保衛賽中，落敗的國家晉級至下一輪，最終落敗的國家在次年降一個層級。
在世界組與各區域組第一、二級，當二個國家相互比賽時，舉行四場單打和一場雙打比賽，共五場比賽（通常是星期五進行兩場單打比賽，星期六進行雙打比賽，星期日進行兩場單打比賽），取得其中三場比賽勝利的國家勝出，五場比賽皆須進行；若於第五場比賽前分出勝負。剩餘比賽改採三盤二勝制。賽事舉行的地點在其中的一個國家內舉行（等到下次這二個國家恰巧又相遇時，則輪至另一個國家舉行）。負責舉行的國家擁有選擇比賽的地點、球場種類以及比賽時多數觀眾為其加油的優勢，一般稱為具有「主場優勢」。

### 各區域組第三、四級
各區域組第三、四級的賽制則採分組循環賽。大致上，同區域組同級的國家群在同一期間、地點進行賽事，但也有例外。兩個相遇的國家之間以三場比賽定勝負（二場單打和一場雙打）。歐洲/非洲在第三級分開比賽。第四級僅亞洲/大洋洲組設立。

## 近年來總冠軍名單
以下為近年來獲得台維斯盃總冠軍的國家：
- 2024年： 義大利
- 2023年： 義大利
- 2022年： 加拿大
- 2021年（英语：2021 Davis Cup）：俄罗斯网球联合会
- 2019年（英语：2019 Davis Cup）： 西班牙
- 2018年（英语：2018 Davis Cup）：
- 2017年（英语：2017 Davis Cup）： 法國
- 2016年（英语：2016 Davis Cup）： 阿根廷
- 2015年（英语：2015 Davis Cup）： 英國
- 2014年： 瑞士
- 2013年： 捷克
- 2012年： 捷克
- 2011年： 西班牙
- 2010年： 塞爾維亞
- 2009年： 西班牙
- 2008年（英语：2008 Davis Cup）： 西班牙
- 2007年（英语：2007 Davis Cup）： 美国
- 2006年（英语：2006 Davis Cup）： 俄羅斯
- 2005年（英语：2005 Davis Cup）：
- 2004年（英语：2004 Davis Cup）： 西班牙
- 2003年（英语：2003 Davis Cup）：
- 2002年（英语：2002 Davis Cup）： 俄羅斯
- 2001年（英语：2001 Davis Cup）： 法國
- 2000年（英语：2000 Davis Cup）： 西班牙

## 當前ITF排名
| ITF戴维斯杯国家和地区排名， 截至2023年11月27日 | ITF戴维斯杯国家和地区排名， 截至2023年11月27日 | ITF戴维斯杯国家和地区排名， 截至2023年11月27日 | ITF戴维斯杯国家和地区排名， 截至2023年11月27日 |
| #                                              | 国家和地区                                     | 积分                                           | 排名变化                                       |
| ---------------------------------------------- | ---------------------------------------------- | ---------------------------------------------- | ---------------------------------------------- |
| 1                                              | 義大利                                         | 535.63                                         | ▲ 5                                            |
| 2                                              | 加拿大                                         | 534.38                                         | ▼ 1                                            |
| 3                                              |                                                | 516.00                                         | ━                                              |
| 4                                              | 西班牙                                         | 463.75                                         | ▼ 2                                            |
| 5                                              | 塞爾維亞                                       | 445.38                                         | ▲ 2                                            |
| 6                                              |                                                | 436.00                                         | ▼ 2                                            |
| 7                                              | 英國                                           | 432.50                                         | ▼ 2                                            |
| 8                                              | 德国                                           | 419.00                                         | ━                                              |
| 9                                              | 荷蘭                                           | 405.44                                         | ━                                              |
| 10                                             | 捷克                                           | 390.38                                         | ━                                              |
| 11                                             | 美国                                           | 385.50                                         | ━                                              |
| 12                                             | 芬兰                                           | 373.25                                         | ▲ 2                                            |
| 13                                             | 法國                                           | 364.75                                         | ▼ 1                                            |
| 14                                             |                                                | 355.25                                         | ▼ 1                                            |
| 15                                             | 瑞典                                           | 343.00                                         | ━                                              |
| 16                                             | 智利                                           | 342.69                                         | ━                                              |
| 17                                             | 比利时                                         | 336.13                                         | ━                                              |
| 18                                             |                                                | 331.38                                         | ━                                              |
| 19                                             | 阿根廷                                         | 329.25                                         | ━                                              |
| 20                                             | 哥伦比亚                                       | 319.00                                         | ━                                              |

## 外部連結
- 台維斯盃官方網站（页面存档备份，存于） （英文） （西班牙文）